# Cachapoal (localidad)
Cachapoal es un pueblo ubicado en la comuna de San Carlos, en la provincia de Punilla, perteneciente a la Región de Ñuble, Chile. Ubicado a 20 km al oriente de San Carlos y a 22 km al poniente de San Fabián de Alico por la Ruta N-31, contaba con 1609 habitantes (2002).
Aquí se pueden encontrar algunos descendientes de los famosos cuatreros del siglo XIX, los hermanos Pincheira. También algunos hablantes del Mapudungún.[cita requerida]

## Historia

### Primeros años
Desde 1811 se conoce como pueblo.
En 1813 la mayoría de los jóvenes participaron en la Batalla de San Carlos, muriendo unos cuantos. En 1815, gran parte del pueblo fue destruido por los realistas debido a que la mayoría de los pueblerinos eran independentistas. Ya en 1818, comienza la erradicación de los realistas de la zona, concluyendo en 1822.

### Comienzo de la expansión
En 1843 se construye el camino Cachapoal - San Carlos, y en 1865 sería extendido a San Fabián. En 1856 una gran inundación destruye la parte sur del pueblo, la mayoría reconstruyó sus casas, mientras que una parte se marchó del pueblo.
Durante los años 1860, 1870, 1880 y 1890 el pueblo comenzó a incrementar su tamaño y población, poseía locales comerciales dignos de una ciudad grande, esto debido a que no había transporte hacia San Carlos. En 1910 se realiza una gran celebración debido al Centenario de Chile. Sin embargo, para 1918 las tradiciones chilenas comienzan a perderse, aunque vuelven a tomar protagonismo en 1928.

### SigloXIX, desastres y apogeos
En 1932, una fuerte inundación afectó a la localidad, y se calcula que murieron unas 100 personas. El pueblo se levantó nuevamente, pero el terremoto de 1939 echó abajo casi la totalidad del lugar. Desde este año comienza el primer apogeo del pueblo, que acabó con el terremoto de 1953 en donde el 100% de la ciudad quedó destruida, tras esto comienza una migración masiva hacia Santiago de Chile. En 1956 llega el primer automóvil al pueblo, muchos pensaron que era el fin de los tiempos. Más tarde en julio de 1967 otra inundación destruye las pocas construcciones del pueblo, esto dio paso a que en 1968 llegara la luz eléctrica.
Tras la inundación, las casas destruidas se reconstruyen continuando así con la vida antes del primer apogeo. Esto acabó con el golpe de Estado del 11 de septiembre de 1973, en el cual gran parte de la población fue perseguida, en la actualidad aún viven presos políticos. El comercio del pueblo comenzó a decaer en 1977 debido a la crisis del país. En 1982 se plantea la construcción de un tren que una San Carlos con Cachapoal, lo que es descartado en 1985.

### Modernización
En 1997 un gran incendio forestal se propaga por el sur del pueblo, al sur del Río Ñuble, quema varias casas y mata a 3 personas, en la actualidad aún es posible ver la zona afectada debido a que no hay árboles. El 29 de enero de 1999, un bus que recorría el trayecto San Fabián - San Carlos choca por un fallo de los frenos, esto fue conocido como la Tragedia de Cachapoal. Los canales de televisión transmitieron todo el día y los días posteriores esta noticia, murieron 23 personas y 20 quedaron heridas, el accidente consternó al pueblo, según reporteros nadie del pueblo almorzó, todos estaban blancos, niños, hombres y mujeres no se podían explicar este suceso. Más tarde en julio de 1999, a la altura de La Quinta, el estero Cachapoal se desborda e inunda la actual calle Víctor Tapia con más de 120 cm de agua, la carretera N-31 también se inunda cortando el tránsito, 45 casas son destruidas y mueren 16 personas, otras 124 quedaron heridas.
A partir del 2000, el proceso de globalización se hizo sentir en el pueblo, hay dos teléfonos celulares por casa y el internet llega algunos años después. Desde 2005, Cachapoal vive su segundo apogeo siendo visto por el importante incremento de población. El 13 de febrero de 2009 un grave incendio quema hectáreas de árboles en el cerro Forestal, en el cual en sus pies posee una variedad de casas, el fuego se propaga rápidamente quemando 3 casas, siendo controlado el día siguiente, no hay muertos, pero se corta la electricidad hasta cerca de las 2 de la madrugada (UTC-3). Nuevamente el 13 de febrero, pero de 2010 un incendio comienza a propagarse por el Cerro Forestal.

### Terremoto de 2010
El 27 de febrero de 2010 cuando la mayoría de la población dormía se registró el Terremoto de Chile de 2010. La electricidad se corta segundos después de comenzado el sismo dejando a la población sin visión para escapar de sus hogares, registrándose 3 muertos y 12 heridos en el poblado. El agua se corta horas después, cuando se acaba el resto que había en las cañerías, la locomoción vuelve a su totalidad recién el día 17 de marzo, junto con el retorno de las clases el mismo día. El servicio de electricidad regresa en un 65% el día 5 de marzo y al 100% para el 12 de marzo y tras el apagón del 14 de marzo vuelve en la madrugada del 15, en tanto el agua regresa en su 100% el día 5, los teléfonos públicos están funcionando desde el 3 de marzo, con colapsos los días 11 y 14, los celulares vuelven a tener su señal normal el día 10 de marzo. Mientras los servicios públicos vuelven a la normalidad lentamente, los únicos operables todos los días las 24 horas fueron la posta, carabineros y bomberos (pese a que los edificios de los 2 últimos sufrieron graves daños), el comercio reabrió el 2, aunque con poca mercadería, el Registro civil abre el 6, el correo y banco abrieron el 12, la escuela el 17, el cementerio el 20. En tanto para el terremoto de Pichilemu el 11 de marzo, nuevamente se cortó el suministro eléctrico y la locomoción por algunas horas, el pánico volvió a las calles del pueblo.
Para el 13 de mayo, el gobierno local tenía un registro de 27 viviendas inhabitables y con demolición obligatoria, otras 79 viviendas con daños inhabitables, y otras 829 con daños de diverso tipo; además el retén y el edificio del cuerpo de bomberos quedaron gravemente dañados. En pocas palabras el 88% de las estructuras del poblado quedaron con daños de diversa consideración.

## Administración
Desde que se empezó a conocer como pueblo, en 1811, Cachapoal fue parte del Partido de Chillán, en la Intendencia de Concepción.
En 1823, el Partido de Chillán se divide, naciendo el Partido de San Carlos, que abarcaba el lado norte de la ribera del Río Ñuble, incluido Cachapoal, por lo que el pueblo pasa a ser parte del Partido de San Carlos, que ese mismo año se transforma en la Delegación de San Carlos, durante esa época se comienzan a constituir los estados de Chile y Argentina, por lo que, el pueblo, al encontrarse cercano al actual límite de ambos países, durante este tiempo hubo disputas sobre el territorio.
El 30 de agosto de 1826, la Delegación de San Carlos se traspasa a la Provincia de Maule, incluido el pueblo, que seguía formando parte de la delegación. Durante esta época, aún prosiguen las disputas de territorios con Argentina.
En 1833, la Delegación de San Carlos, se transforma en el Departamento de San Carlos, que unido con el Departamento de Chillán, formaban la Provincia de Ñuble. En 1834, Cachapoal se convierte en la 4º Subdelegación de Semita, perteneciente al Departamento de San Carlos, por su parte, Argentina tiene esta zona registrada en su territorio.
El 16 de octubre de 1884, en Argentina, se crean los Territorios Nacionales dividiendo las Gobernaciones de La Pampa y la Patagonia, por lo que, Cachapoal y el resto del territorio reclamado, por parte Argentina, pertenecía al departamento Minas, de la Provincia del Neuquén.
El 22 de diciembre de 1891, en Chile, se crea la ley de municipalidades, por lo que el departamento contó con 4 municipalidades, San Carlos, San Nicolás, San Gregorio, y San Fabián, en la cual se encontraba la subdelegación de Cachapoal, conocida como Semita. En 1925 la subdelegación de Cachapoal fue fusionada con la nueva comuna-subdelegación de San Fabián.
En 1979, bajo la nueva organización territorial de Chile, el pueblo pasa a formar parte de la comuna de San Carlos.
El 16 de diciembre de 1998, con el acuerdo de para precisar el recorrido entre el Monte Fitz Roy hasta el Cerro Daudet, también se soluciona el conflicto sobre esta zona, dejándose la zona de Andacollo para Argentina y la zona de San Fabián de Alico y Cachapoal para Chile definitivamente, los ciudadanos nacidos y vivos hasta esta fecha en el sector poseen la doble nacionalidad, tanto chilena como argentina.
Luego en 2004, Cachapoal comienza a luchar por convertirse en una comuna autónoma de Chile.

### Proyecto Cachapoal Comuna
Para el año 2012 se prevé un gran aumento en su población, es por esto que el pueblo requiere con urgencia ingresos extras y ser una comuna autónoma, abarcando sectores a los cuales no llegan recursos de las comunas de Ñiquén, San Carlos ni San Fabián y sus límites comunales sería la localidad de Zémita por el norte, Nahueltoro por el sur Paso Ancho por el este y San Luis de Pomuyeto por el oeste, abarcando cerca de 20 poblados entre ellos.
- Al norte: Zemita, El Carbón, Las Alitas y Quihuita.
- Al oeste: San Luis de Pomuyeto, Muticura, Tres Esquinas, Las camelias, Nueva Esperanza y La Piedra.
- Al sur: Nahueltoro, Cajón del Ñuble, La Ribera de Ñuble, Las Delicias, Al Alto, El Mono y Colón.
- Al este: Paso Ancho y Flor de Quihua.

Quedando como capital comunal Cachapoal. Se prevé que para el censo 2012 el sector que abarcaría la comuna alcance una población cercana a los 9000 habitantes, sus sectores más poblados son, por orden, Cachapoal, Tres Esquinas, Nueva Esperanza, La Ribera de Ñuble y Nahueltoro. Al transformarse en comuna la economía, se vería muy favorecida, agregándose a ello el pago de permisos de circulación, patentes comerciales. Además de ello se agregaría a la comuna, un sinnúmero de locales comerciales, escuelas, iglesias, servicios básicos, cajas vecinas, servicios pago de agua y luz, sencillito, granjas, criaderos, etc. Su economía se basaría en turismo, agricultura y ganadería. la producción de berríes es la principal fuente de ingresos de la población. En turismo los lugares más visitados por turistas y lugareños son: Las Tomas, balneario privado, Nueva Esperanza sector La Piedra, balneario público en la cual hay grandes rocas a la cual se puede subir y fotografiar el paisaje del lugar, el Puente Nahueltoro balneario público, Flor de Quihua balneario público, Cajón del Ñuble este último se caracteriza por las cuevas que se pueden encontrar en el sector.
Al pasar a ser comuna autónoma, ingresaran recursos del gobierno regional, para la modernización de las escuelas básicas de Cahapoal (el cual pasara a impartir enseñanza media transformándose así en el primer liceo de la comuna). Y en la escuela La Ribera de Ñuble se creará un internado para los alumnos de los sectores más alejados de la comuna, estos son Cajón del Ñuble y Muticura. Las escuelas básicas de Tres Esquinas, Muticura y Flor de Quihua (actualmente cerradas) pasaran a ser centros deportivos y de recreación para los habitantes de la comuna, además se impartirán talleres y educación para adultos. Además de ello, destacar la educación preescolar agregando una sala cuna más a la comuna esta quedara ubicada en el sector de Muticura (en este sector trabajan un sinnúmero de mujeres en trabajos agrícolas), agregándose a las existentes en Cachapoal y La Ribra de Ñuble.

## Servicios
Agua potable, la Cooperativa de Agua Potable Cachapoal es la encargada de la red de agua potable en el pueblo. Su fundación data del año 1975, lo que la convierte en una de las más antiguas del sector. Luego del terremoto de 2010 sus cañerías fueron reparadas y ampliadas para albergar a la nueva población Los Alerces, ubicada al oriente de la localidad. Por su parte la Cooperativa de Agua Potable Rural Tres Esquinas abastece a este sector de la localidad.
Luz eléctrica, el pueblo posee dos proveedores de energía eléctrica, Emelectric y Copelec. Emelec administra las zonas poniente, surponiente, norte y oriente, sus primeras instalaciones datan de 1963. Por su parte, Copelec provee de energía las zonas suroriente y Cachapoal Alto, las primeras instalaciones datan de 1998.

### Educación
La totalidad de la localidad posee 2 escuelas públicas:
- Escuela F-176 Cachapoal,[5] imparte la educación primaria en Cachapoal y sus alrededores (1.º a 8.º básico), además de educación prebásica en sus niveles de Pre-kinder y Kinder; también posee educación Media científico-humanista para adultos en la noche. Cuenta con, aproximadamente, 700 alumnos y es dependiente de la Municipalidad de San Carlos y el Ministerio de Educación. Fue fundada en 1910[6] y desde 2008 está incorporada a la Red Enlaces.[7]
- Escuela G-150 Tres Esquinas de Cachapoal,[8] imparte la educación primaria, aunque sólo correspondiente a los primeros 6 años (1° a 6° básico), los restantes 2 años deben realizarse en la Escuela Cachapoal.

Para la Enseñanza secundaria normal (1° a 4° medio) se deben realizar en la cercana ciudad de San Carlos, existe un proyecto de convertir la Escuela Cachapoal en escuela y liceo.

### Salud
- Posta de Salud Rural Doctor Jaime Reyes Aroca,[9] entrega los primeros auxilios a los habitantes del pueblo y sus alrededores, es dependiente del Ministerio de Salud y es de clase PSR (Posta de Salud Rural).[10] En 2010, el alcalde de la comuna, Hugo Naim Gebrie, firmó el convenio para mejorar el acceso al servicio de salud, contará con calle pavimentada y estacionamientos frente al consultorio.[11] Además posee las especialidades de Psicología, dental, Obstetricia y Enfermería.

### Deportes
- Estadio Cachapoal, ubicado cerca del centro de Cachapoal, es el estadio local del equipo de fútbol "Club Deportivo Cachapoal",[12] perteneciente a la ANFA y participante en la comuna de Ñiquén. Fue fundado el 8 de febrero de 1927, uno de los más antiguos del país.[13]
- Piscina Pública de Cachapoal, inaugurada en 1983, es de uso turística, aunque igualmente se realiza la natación.[14]
- Medialuna de Cachapoal, perteneciente al "Club de Huasos de Cachapoal", la nueva medialuna será inaugurada a principios de 2013, esto debido a los graves daños sufrida por la anterior durante el terremoto.

### Seguridad
- Retén de Carabineros de Chile Cachapoal, encargado de mantener la seguridad y el orden público de Cachapoal y aldeas cercanas.[15] Su actual edificio fue construido el 2011 debido a los daños sufridos por el anterior durante el terremoto del 27 de febrero de 2010. Posee 1 furgón, 1 camioneta y 1 motocicleta.
- Tercera Compañía del Cuerpo de Bomberos de San Carlos Cachapoal, encargado de la integridad y seguridad de los habitantes en casos de incendios y accidentes de tránsito. Su edificio nuevo fue inaugurado el 11 de septiembre de 2012,[16] debido a los graves daños del anterior producto del terremoto. Posee 1 carro bomba, 1 camioneta y 1 camión aljibe. [cita requerida]

### Religión
- Parroquia Santísima Trinidad, de religión católica, inaugurada en 1945 y perteneciente a la diócesis de Chillán[17]
- Parroquia Santo Gabriel, de religión católica, inaugurada en 1967, cerrada el 11 de septiembre de 1973 tras el golpe militar en el país, el edificio se encuentra en deplorables condiciones tras el terremoto del 2010.
- Iglesia Vitacura Cachapoal, de religión evangélica, inaugurada en 1986.
- Iglesia Cristiana, de religión protestante, inaugurada en 1998.

### Otros

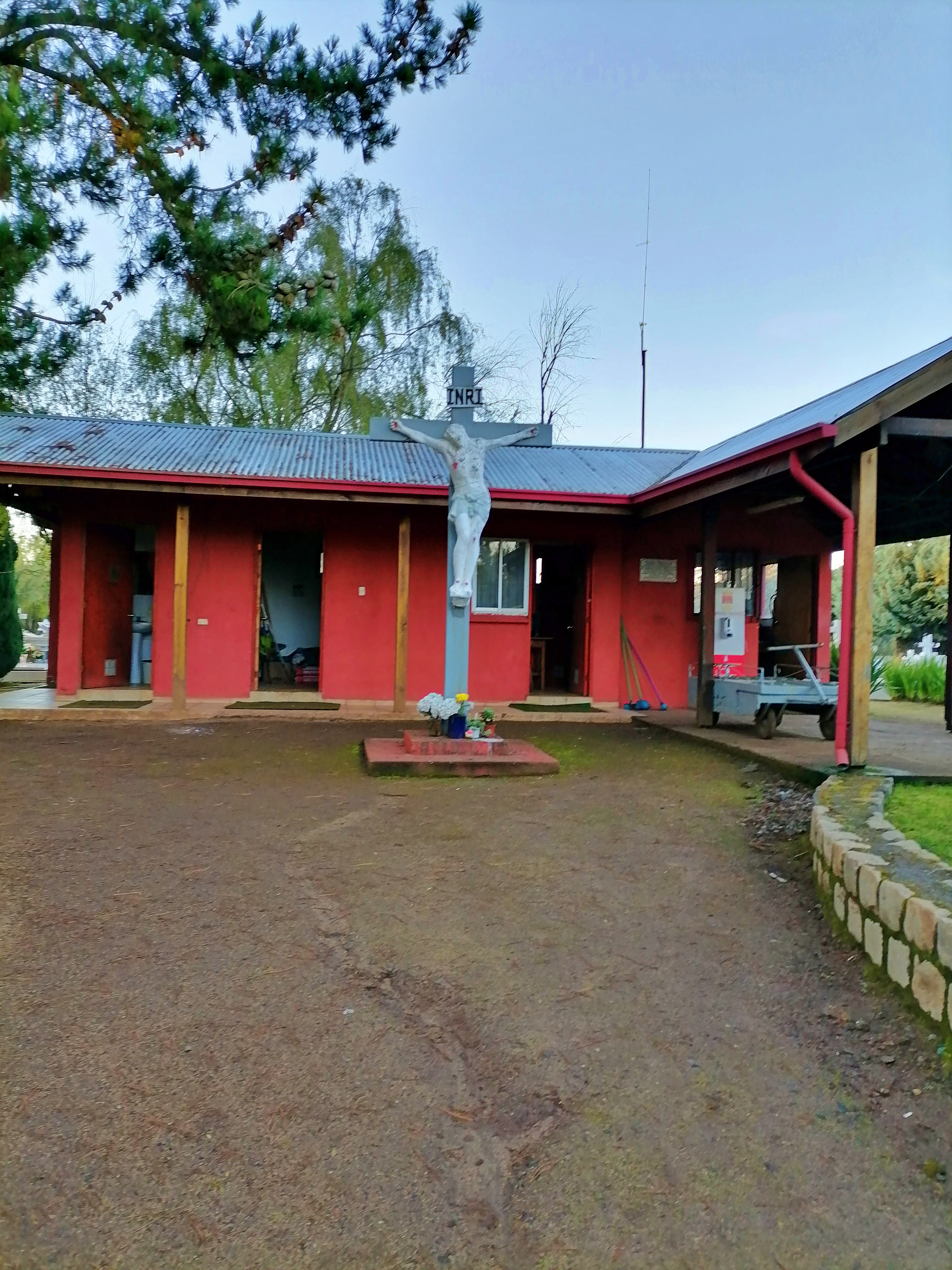
Escultura de Cristo crucificado en Cementerio de Cachapoal

- Registro Civil e Identificación, depende de una persona enviada especialmente con su familia.[18]
- Correos, depende de la Empresa de Correos de Chile, quien a su vez depende del Ministerio de Transporte y Telecomunicaciones, y está abierta todo el año.
- Banco, oficina de categoría Caja Vecina.[19]
- Sede Comunitaria Vecinal de Cachapoal, ubicado en el centro de Cachapoal, es el edificio más antiguo, desde 1953, y en sus dependencias se ubican el registro civil, la oficina de corres, una sala multiuso para reuniones locales y otras organizaciones comunitarias (Sede Junta de Vecinos Cachapoal, Centro de Madres Cachapoal, Club de Ancianos Cachapoal, y el Centro Juvenil Cachapoal).
- Sede Comunitaria Vecinal de Villa Los Andes, ubicada en la Villa Los Andes, es una construcción nueva (2013), que sirve para reuniones de los vecinos del sector. En sus dependencias se ubica la organización comunitaria "Junta de Vecinos Villa Los Andes" y presta sus instalaciones para la "Junta de Vecinos Cachapoal Oriente".
- Cementerio Municipal de Cachapoal, ubicado en el Cerro Cachapoal, el cementerio data de 1948, el primero en morir fue el donante del terreno[cita requerida]. El cementerio abre todos los días de la semana, cuenta con cerca de 2000 difuntos, la mayoría de Cachapoal y sus alrededores.[20]

## Demografía
Como cualquier pueblo familiar, Cachapoal era una localidad formada de pocas familias y con reducida población, antes de 1970 su población era alta, hasta 1000 habitantes, pero los jóvenes se irían entre las décadas de 1940, 1950 y 1960, dejando una escasa población, para 1970 poseía tan solo 266 habitantes, pero con la llegada de la dictadura militar, muchos santiaguinos huyeron hacia provincias, por lo que en 1982 poseía ya 563 habitantes, con la vuelta a la democracia, en 1990, el pueblo registró otro notorio aumento de población, pudiéndose ver esto en el aumento de alumnos en la escuela, la construcción de numerosas casas, aumentando también su tamaño, y la demanda de trabajo. En 1992 poseía 798 habitantes. Increíblemente, en los últimos años se ha visto un incremento notable de población, para el 2001 ya se construyó la primera villa de subsidio, actualmente hay otras 3 en proyecto y se prepara una cuarta. En 2002 se registró una población de 1.164 habitantes, para 2005 ya había 3.426 habitantes, para 2008 se prevén unos 5.782 habitantes y para 2010 unos 6.578 habitantes.[cita requerida]

## Geografía

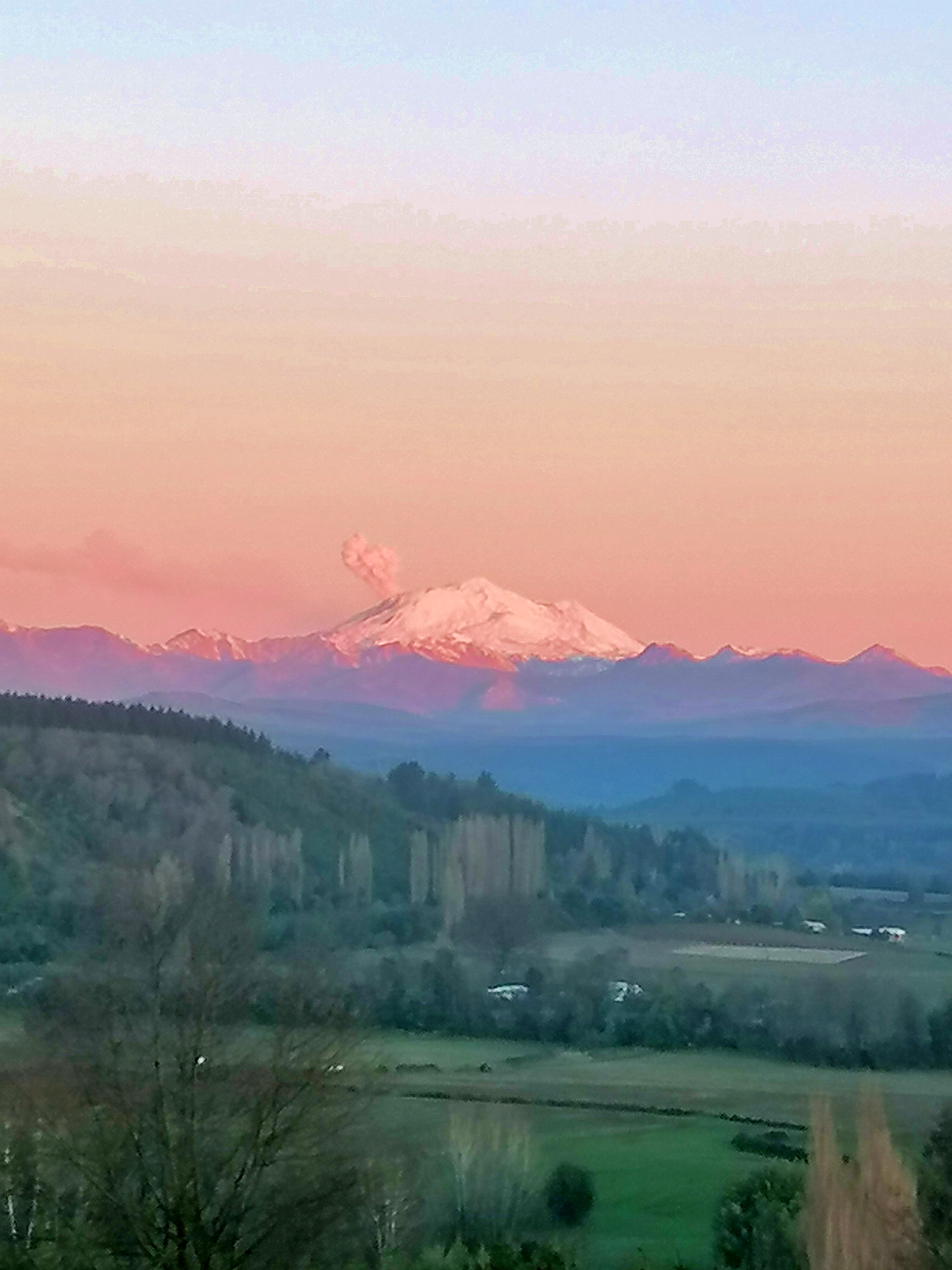
Vista al Volcán Chillán con pulsos eruptivos y sector oriente del pueblo, desde Cerro Cachapoal

Gran parte del pueblo se localiza en el Valle Central, y una pequeña porción se localiza en la precordillera, esto se puede apreciar al internarse por las rutas N-31 y N-299.
Se encuentra rodeado por cerros al norte (Cerro Cachapoal), este (Cerros Ancho, Biobío y Forestal) y sur (Cerro Ñuble) desde el centro.
Se localiza al norte del Río Ñuble y por el pueblo pasan tres esteros (Esteros Cachapoal, Ancho y Rojo), además posee vertientes naturales y más de 30 canales de regadío.

## Economía
La economía actual del pueblo se basa en el turismo (especialmente al Río Ñuble y el sector de "Las Tomas") y la industria de la fruta, en donde los lugareños pueden trabajar como temporeros, personal de frigorífico o de transporte de cargas.
A finales de la década del 2000, también se pudo apreciar una tecnologización del pueblo, lo que creó nuevos trabajos en cyber, agua, electricidad, teléfono, televisión, entre otros. Esto produjo, a mediados de marzo de 2005 un déficit de población de 100%, lo que cabe decir, que cada persona sobre 15 años podía acceder a 2 trabajos a la vez. El aumento de trabajo atrajo a varios trabajadores y sus familias, aumentando su población de 2.000 (est. 2005) a 7.800 (est 2010), sin contar los proyectos de villas que hay.

## Transporte y Comunicaciones
El pueblo tiene un incesante recorrido de buses que lo acercan a San Carlos o a San Fabián. También posee sistemas de comunicaciones propios.

### Transporte
Dos líneas de buses conectan al pueblo con las principales ciudades de la zona. Los "Buses Ruta Cordillera" que unen el pueblo con San Carlos y Coihueco. Por su parte los "Buses Ruta Andes" conectan al pueblo con Chillán, San Carlos, San Fabián de Alico y Coihueco.[cita requerida]
También existen dos líneas de colectivos que llegan al pueblo, conectándolo con San Carlos, Parral y Chillán, la "Línea Los Andes" y la "Línea La Montaña". Además Tur Bus, línea de buses interurbanos, tiene un recorrido desde Santiago de Chile, la capital del país, hasta San Fabián de Alico, haciendo paradas en Talca, San Carlos y Cachapoal.

### Comunicaciones
En materia local, Cachapoal cuenta con una página web local con las noticias locales, y de los alrededores:
- "CSC Noticias"[26]

- Teléfonos: En el pueblo el primer teléfono fijo se instaló en 2003, siendo actualmente los locales comerciales y los servicios públicos los principales usuarios de esta clase de teléfonos. Pocas casas poseen teléfono fijo en el pueblo, pero hay cerca de 15 públicos que abastecen al 75% de la población.[cita requerida]
- Telefonía móvil: El pueblo posee tan sólo un teléfono por familia, siendo que viven unas 6 personas por casa, y que para 2009 serán unas 8 personas por casa.[27]
- Internet: La escuela fue el primer lugar en obtener internet, gracias a la Red Enlaces, que logró que 6 escuelas accedieran a este servicio. Actualmente hay también dos Cyber en la localidad.[cita requerida]
- Radio: Se pueden captar las principales radios nacionales de Chile, además de las radios de los pueblos cercanos, San Fabián de Alico, San Carlos, Coihueco, Chillán y San Gregorio, gracias a una antena de 3 metros ubicada en la cima del Cerro Cachapoal. También está en proyecto una estación de radio propia del pueblo.
- Televisión: Una antena de 3 metros ubicada en la cima del Cerro Cachapoal, permite que se vean los principales canales del país, además de un canal regional, y un canal de Chillán. La señal sería: La Red (Señal 3), TVN (Señal 6), Canal Regional (Señal 7), Mega (Señal 9), Chilevisión (Señal 11), Canal 13 (Señal 13) y Canal 1 (Señal 21). También existe un sistema de televisión por cable, Telmex, que opera en el pueblo.[28]

## Barrios

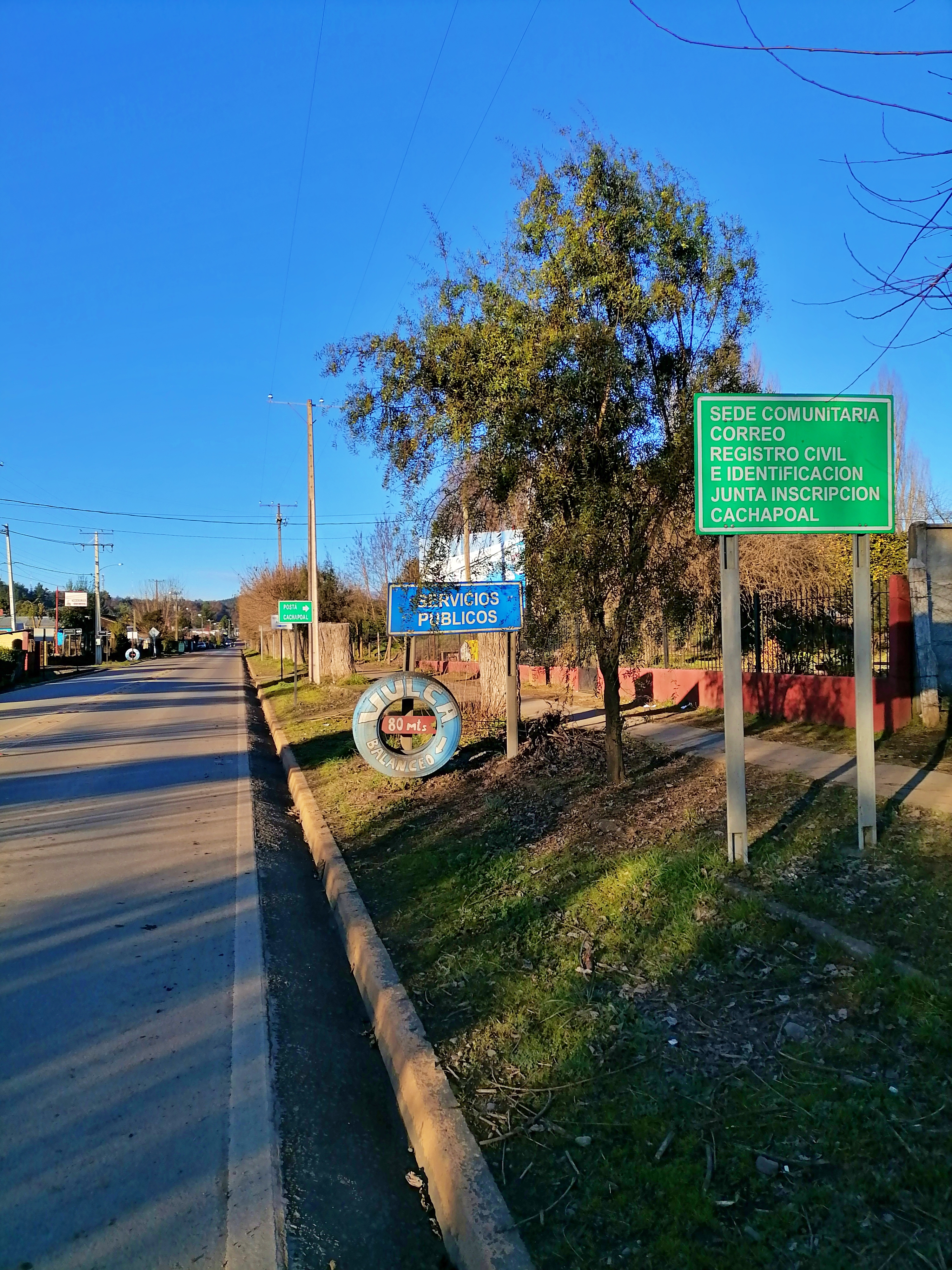
Centro de Cachapoal

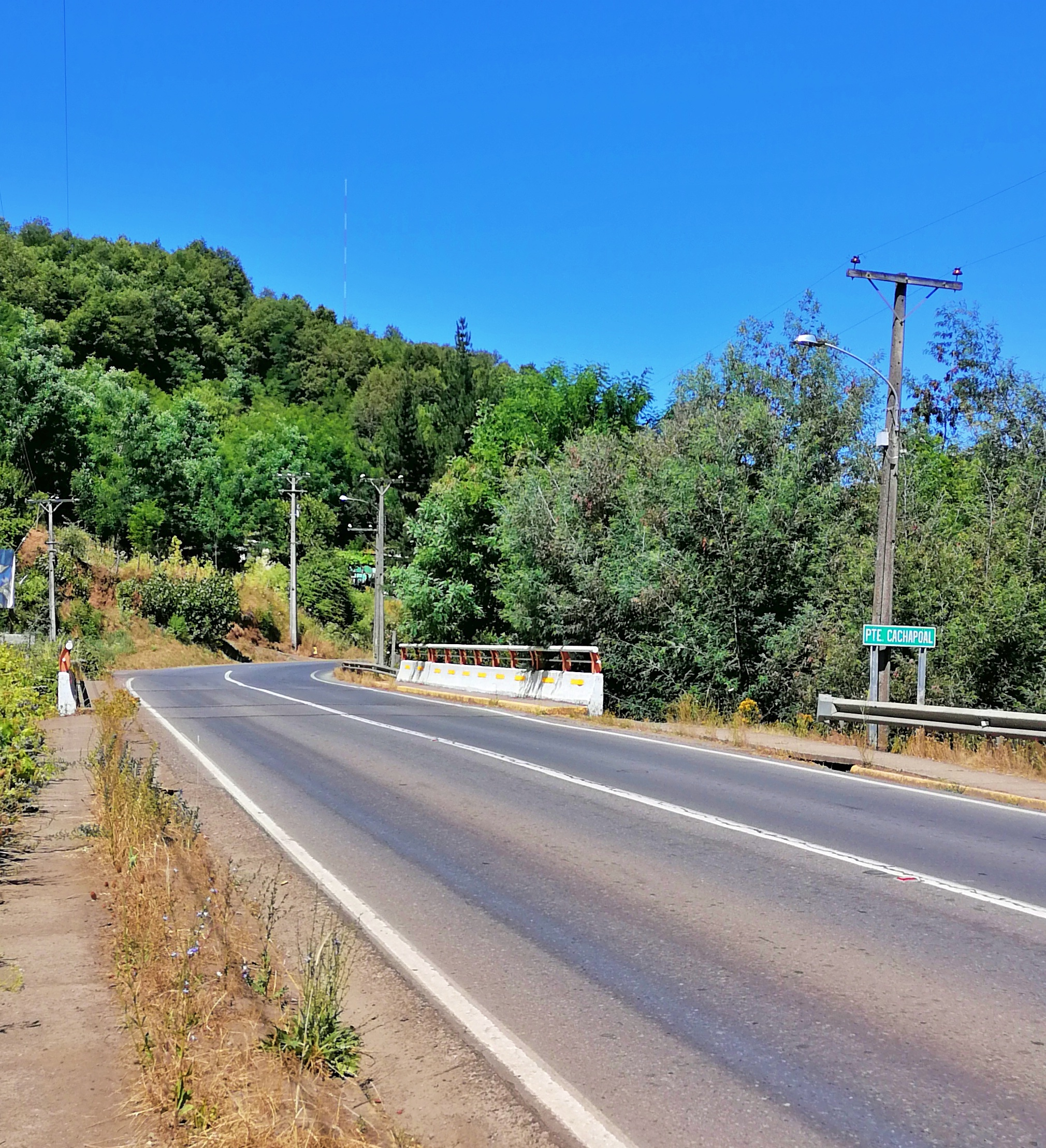
Puente Cachapoal

- Centro: Es el sector ubicado entre la calle "Lo Palacios" y el Pasaje "Doctor Jaime Reyes Aroca" por el poniente, la calle "Las Rosas" por el norte, la calle "Campo de Deportes" por el oriente y la calle "Víctor Tapia" por el sur. En las intersecciones de calle "Víctor Tapia" con la "Av. Independencia" se ubica una pequeña plaza triangular, la parada oficial de los colectivos a San Carlos; a principios de diciembre se realiza una pequeña feria artesanal y días antes de Navidad se construye un pesebre a tamaño y con actores reales. En este sector se encuentra el sector comercial más antiguo, con 2 supermercados, el conocido restorant "La Casona", 1 molino, 1 panadería, 1 ferretería, el estadio del pueblo, la sede comunitaria vecinal, la iglesia cristiana protestante, 1 cibercafé, el banco, la Posta, la piscina, 1 campimg, el registro civil, la oficina de correos, y 1 distribuidora de gas.
- Cachapoal Bajo: Es el sector comprendido entre el canal de regadío verde por el poniente, y la calle Lo Palacios por el oriente, también alberga la calle "Emilia Rodríguez Sánchez" hacia el sur. En este sector se ubica, el nuevo edificio del cuerpo de bomberos (2012), la escuela (edificio desde 1955), la "Parroquia Santísima Trinidad" (1945), la sede de la "Cooperativa de Agua Potable" y 1 centro de pago de la compañía de electricidad Emelectric. Es reconocido como el sector acomodado del pueblo.
- Puente Cachapoal: Es el sector ubicado entre las calles "Campo de Deportes" por el poniente, la Curva de la muerte por el oriente, el cerro Cachapoal por el norte y la Población Los Andes por el sur. Su nombre se debe al "Puente Cachapoal" que cruza el estero Colliguay.
- Cachapoal Alto: Comienza en la denominada Curva de la muerte, esto se puede apreciar debido a las varias animitas que se encuentran, el hecho más destacado fue la Tragedia de Cachapoal, ocurrida en 1999, en donde un bus chocó matando a varias personas; llegando a los cerros se puede apreciar un grupo de casas y unos cuantos caminos, posee dos locales comerciales, y el cementerio, aunque no se puede acceder desde el sector, es considerado parte de este.
- Las Rosas: El sector lleva el nombre de la calle, y este se debe a que, antiguamente, en el camino vivían (y viven) muchas mujeres llamadas «Rosa». Posee variados diseños de casas y tiene su propio "centro", con locales y en donde se realiza la "Semana de Las Rosas".
- Montenegro: Es el sector más nortino de la localidad, se ubica al norte de "Las Rosas" y es el sector de mayor dificultad de acceso y comunicación con el resto del pueblo. Posee una veintena de casas y unos 80 habitantes.
- Población Villa Los Andes: La primera población de la localidad. Inaugurada en 2001, en la actualidad posee un alto déficit de viviendas con 2 e incluso 3 familias por sitio, posee una población de 550 habitantes aproximadamente y es el sector con la mayor densidad poblacional de Cachapoal. Su calle principal es la "Av. Torres del Paine", en actual proyecto para unirse a la "Av. Independencia". Posee una calle comercial, "Volcán Parinacota", con 2 minimarket, 1 ciber y 1 local de comida rápida. Posee 1 plaza, centro social del sector y sus alrededores y 1 sala cuna.
- La Quinta: Ubicado en el sector suroriente de la localidad, se ubica desde la calle "Las Tomas" hacia el oriente, su calle principal es "Víctor Tapia", hasta el sector denominado Las Torres. Popularmente conocido como "El Rodeo", debido a que la medialuna se ubica aquí; su nombre se debe a la "Quinta Sepúlveda", propiedad de Agustín Sepúlveda Merino, en la actualidad ha sido dividida en sus descendientes, contándose unos 200 habitantes, además se adjuntan casas cercanas.
- Tres Esquinas de Cachapoal: Popularmente conocido como Tres Esquinas, es el sector ubicado más al poniente de la localidad, posee 1 escuela y varios locales comerciales. En este sector se ubica el retén de carabineros.
- Las Camelias: Sector ubicado entre "Tres Esquinas" y "Cachapoal Bajo", posee unas 50 viviendas.
- Las Tomas: El sector más cercano al Río Ñuble, sus casas se encuentran rodeadas de canales de regadío, los visitantes, veraneantes y boys scout utilizan este sector para pasar las altas temperaturas de la zona en verano.
- Población Villa Los Alerces: Sería una población subsidiada por el gobierno nacional, en actual proceso de postulación, vale decir, aún no existe, aunque se prevé que su construcción se inicie en un futuro cercano. Se ubicaría al suroriente de la intersección de las calles "Víctor Tapia" y "Las Tomas".

## Acceso

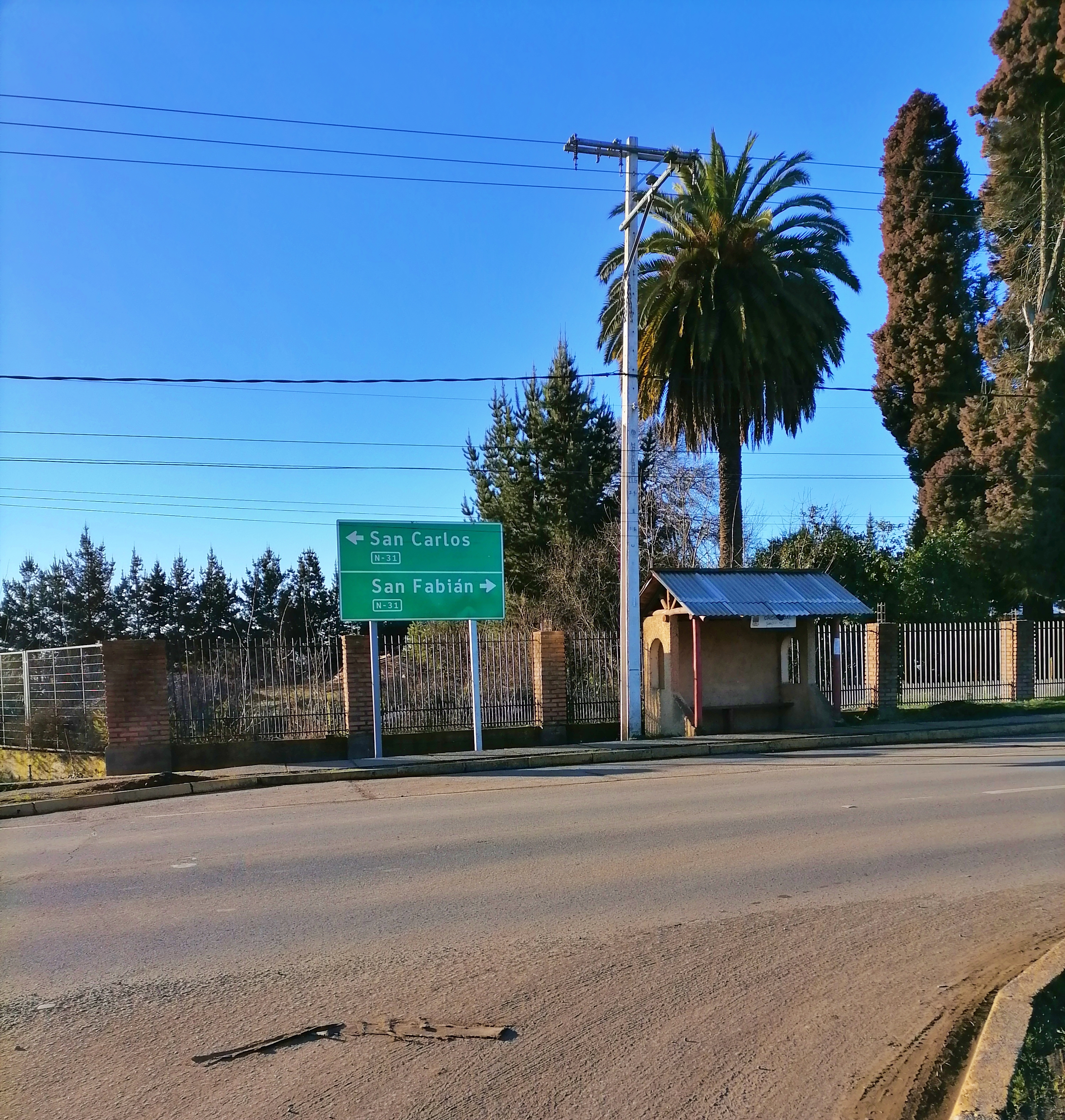
Parada de autobús en Cachapoal en Ruta N-31

Debido a la geografía de la región, el pueblo está rodeado por cerros, en el norte y este, al sur se encuentra el Río Ñuble, y 1 kilómetro más al sur hay otra cadena de cerros, el único lugar por donde no hay montañas es por el oeste, de donde provienen la rutas al pueblo, y a los poblados más interiores. Las rutas son:
- Ruta N-31: Desde la capital comunal, San Carlos, ubicada a 22 kilómetros al oeste. La ruta sigue hasta cruzar, casi, la frontera con Argentina, se estudia un paso hacia el país limítrofe,[29] se puede llegar a San Fabián de Alico a 21 kilómetros al este.
- Ruta N-45: Desde la capital provincial Chillán, y en una conexión, también desde Coihueco por el suroeste del pueblo.
- Ruta N-299: Desde la capital comunal de Ñiquén, San Gregorio, desde una bifurcación de la Ruta N-265.
- Ruta N-319: Desde el este, la que con un puente en construcción en San Fabián de Alico, permitirá una conexión desde el sureste del pueblo.